# Cage Rage Championships
Cage Rage Championships lub Cage Rage – nieistniejąca już brytyjska organizacja promująca mieszane sztuki walki (MMA). Pierwsza gala odbyła się 7 września 2002, a ostatnia 20 września 2008 roku. Była własnością spółki ProElite. Organizacja zbankrutowała w październiku 2008 roku i została rozwiązana. Założycielami byli Alex Jones i Tom Bell, matchmakerem był Dave O'Donnell, promotorem Andy Geer - obaj posiadali mniejszościowe udziały w spółce.

## Historia
Inicjatorami Cage Rage byli Alex Jones i Tom Bell. Początkowo mieli w planach zebranie pieniędzy na wyposażenie swojej szkoły sztuk walki oraz popularyzację MMA w Londynie. Promowali też mniejsze gale. Pierwszą galę zorganizowali 7 września 2002 roku w Londynie. Gala okazała się wielkim sukcesem gdyż przybyło na nią wiele osób oraz ściągnięto dużą grupę zawodników którzy walczyli na niej m.in. Brazylijczyka Jeana Silve (przyszłego mistrza tejże organizacji). Popularność gali przyczyniła się do podjęcia decyzji o kontynuowaniu organizacji gal na terenie Londynu - pod oficjalną nazwą Cage Rage Championships.
W 2006 roku utworzono cykl mniejszych gal o nazwie Contenders na których toczyli swoje walki debiutanci i mniej znani zawodnicy.
W marcu 2007 roku, po wykupieniu PRIDE Fighting Championships przez Zuffa (właściciela UFC), organizatorzy Cage Rage ogłosili, że dołączają do spółki ProElite (EliteXC, Strikeforce) oraz FEG (DREAM, Spirit MC) by razem z ich pomocą organizować gale. Spółka ta jednak trwała ledwie miesiąc.
We wrześniu tego samego roku jeden z partnerów - ProElite nabyło większość udziałów Cage Rage. 
W kwietniu 2008 roku odszedł ze stanowiska promotora Andy Geer, a zastąpił go były szef King of the Cage Christopher Cordeiro. Miesiąc później stacja telewizyjna Sky Sports w oficjalnym oświadczeniu oznajmiła, iż kończy z transmisją gal Cage Rage. Prawdopodobnie powodem tej decyzji były kiepskie wyniki oglądalności ostatnich gal. 
W październiku ruszył reality show pod tytułem "Fighting Hurts" stworzony na wzór popularnego w Stanach Zjednoczonych programu The Ultimate Fighter. W sumie odbyło się 5 sezonów.
8 listopada została zorganizowana gala Survival FC: Cage Rage Contenders Watford 2 na której zdobył pas mistrzowski mieszkający na stałe w Anglii Marcin Bartkiewicz (pod nazwiskiem Piotr Kuśmierz). 
Pod koniec roku Cage Rage zbankrutowało i przestało istnieć. W chwili zakończenia działalności, organizacja miała aż 55 milionów USD zadłużenia. Dave O'Donnell mając mniejszościowe udziały w spółce, postanowił założyć własną organizację, na podwalinie Cage Rage, którą nazwał Ultimate Challenge MMA (UCMMA).

## Zasady i reguły[7]
Przepisy w brytyjskiej organizacji bazowały na zasadach ustanowionych w Stanach Zjednoczonych (Unified Rules of Mixed Martial Arts). Po czasie stały się standardem w USA, Wielkiej Brytanii i praktycznie na całym świecie. Jedyną zmianą jaką zastosowali właściciele Cage Rage była tzw. "otwarta garda" (wprowadzona w 2005 roku).

### Zasada "Otwartej gardy"
Utworzenie tej specjalnej zasady miało na celu zapobiegać pasywności zawodników będących w parterze i pozwalała na wykonywanie normalnie zabronionych uderzeń.
Jeśli zawodnik będący na plecach znajdował się co najmniej metr od ściany klatki i był w stanie obronić się lub unikać ciosów, sędzia podnosząc rękę w górę sygnalizował "otwartą gardę" która umożliwiała stojącemu zawodnikowi na zastosowanie następujących ataków:
- ciosy łokciami
- kopnięcia w głowę - tzw. "soccer kicki"
- naskakiwanie na głowę - tzw "head stompy"
- uderzenia kolanem w głowę

## Mistrzowie
Cage Rage oprócz organizowania powszechnych na świecie pojedynków o międzynarodowe mistrzostwo w konkretnych kategoriach wagowych, organizowało też pojedynki o mistrzostwo Wielkiej Brytanii. O ten tytuł jednak mogli rywalizować tylko i wyłącznie zawodnicy mający obywatelstwo Wysp Brytyjskich.

### Ostatni międzynarodowi mistrzowie
| Kategoria  | Waga            | Mistrz           | Mistrz          | Okres                   |
| Kategoria  | Waga            | Nazwisko         | Kraj            | Okres                   |
| ---------- | --------------- | ---------------- | --------------- | ----------------------- |
| Ciężka     | 120 kg / 265 lb | Antonio Silva    | Brazylia        | 02.07.2005 - 20.09.2008 |
| Półciężka  | 93 kg / 205 lb  | Vitor Belfort    | Brazylia        | 22.09.2007 - 20.09.2008 |
| Średnia    | 84 kg / 185 lb  | Anderson Silva   | Brazylia        | 11.09.2004 - 22.04.2006 |
| Półśrednia | 77 kg / 170 lb  | Paul Daley       | Wielka Brytania | 22.09.2007 - 20.09.2008 |
| Lekka      | 70 kg / 155 lb  | Vítor Ribeiro    | Brazylia        | 10.09.2005 - 09.12.2006 |
| Piórkowa   | 66 kg / 145 lb  | Masakazu Imanari | Japonia         | 10.02.2007 - 08.03.2008 |

### Ostatni brytyjscy mistrzowie
| Kategoria  | Waga            | Mistrz           | Mistrz          | Okres                   |
| Kategoria  | Waga            | Nazwisko         | Kraj            | Okres                   |
| ---------- | --------------- | ---------------- | --------------- | ----------------------- |
| Ciężka     | 120 kg / 265 lb | Mustapha Al Turk | Wielka Brytania | 12.07.2008 - 20.09.2008 |
| Półciężka  | 93 kg / 205 lb  | Ian Freeman      | Wielka Brytania | 10.05.2008 - 20.09.2008 |
| Średnia    | 84 kg / 185 lb  | Matt Ewin        | Wielka Brytania | 22.09.2007 - 10.05.2008 |
| Półśrednia | 77 kg / 170 lb  | Che Mills        | Wielka Brytania | 10.05.2008 - 20.09.2008 |
| Lekka      | 70 kg / 155 lb  | Abdul Mohamed    | Wielka Brytania | 10.09.2005 - 01.12.2007 |
| Piórkowa   | 66 kg / 145 lb  | Robbie Olivier   | Wielka Brytania | 30.09.2006 - 14.07.2007 |

### Lista Mistrzów Świata

#### Waga ciężka (do 120 kg)
| Nr                                                                           | Mistrz                                 | Od                             | Do               | Obrony tytułu |
| ---------------------------------------------------------------------------- | -------------------------------------- | ------------------------------ | ---------------- | ------------- |
| 1.                                                                           | Mark Epstein (pokonał Lance'a Kinga)   | 15 lutego 2004 (Cage Rage 5)   | 27 września 2004 |               |
| 2.                                                                           | Ian Freeman                            | 27 września 2004 (Cage Rage 9) | 27 września 2004 |               |
| Freeman po zdobyciu mistrzostwa zwakował tytuł, schodząc do wagi półciężkiej |                                        |                                |                  |               |
| 3.                                                                           | Antônio Silva (pokonał Rafaela Carino) | 2 lipca 2005 (Cage Rage 12)    | 2008             |               |

#### Waga półciężka (do 93 kg)
| Nr                                                                          | Mistrz                                  | Od                              | Do               | Obrony tytułu                                                                                                  |
| --------------------------------------------------------------------------- | --------------------------------------- | ------------------------------- | ---------------- | --- |
| 1.                                                                          | Mark Epstein (pokonał Glena Appleby)    | 23 maja 2004 (Cage Rage 6)      | 10 lipca 2004    | |
| 2.                                                                          | Michael Bisping                         | 10 lipca 2004 (Cage Rage 7)     | wrzesień 2005    | - pokonał Marka Epsteina 27 listopada 2004 (Cage Rage 9)                                                       |
| Bisping został pozbawiony pasa, w związku ze związaniem się z Cage Warriors |                                         |                                 |                  | |
| 3.                                                                          | Melvin Manhoef (pokonał Fabio Piamonte) | 10 września 2005 (Cage Rage 13) | 2006             | - pokonał Evangelistę Santosa 4 lutego 2006 (Cage Rage 15) - pokonał Iana Freemana 1 lipca 2006 (Cage Rage 17) |
| Manhoef zwakował tytuł, wiążąc się z K-1                                    |                                         |                                 |                  | |
| 4.                                                                          | James Zikic                             | 21 kwietnia 2007 (Cage Rage 21) | 22 września 2007 | |
| 5.                                                                          | Vitor Belfort                           | 22 września 2007 (Cage Rage 23) | 2008             | |

#### Waga średnia (do 84 kg)
| Nr                                                   | Mistrz                                | Od                             | Do          | Obrony tytułu |
| ---------------------------------------------------- | ------------------------------------- | ------------------------------ | ----------- | --- |
| 1.                                                   | Paul Jenkins (pokonał Gaza Roristona) | 8 czerwca 2003 (Cage Rage 3)   | lipiec 2004 | - pokonał Iana Pyatta 12 października 2003 (Cage Rage 4) - zremisował z Suleyem Mahmoudem 15 lutego 2004 (Cage Rage 5) - zremisował z Suleyem Mahmoudem 23 maja 2004 (Cage Rage 6) |
| Jenkins zwakował tytuł, schodząc do wagi półśredniej |                                       |                                |             | |
| 2.                                                   | Anderson Silva (pokonał Lee Murraya)  | 11 września 2004 (Cage Rage 8) | 2007        | - pokonał Jorge Riverę 30 kwietnia 2005 (Cage Rage 11) - pokonał Curtisa Stouta 3 grudnia 2005 (Cage Rage 14) - pokonał Tony'ego Fryklunda 22 kwietnia 2006 (Cage Rage 16)         |

#### Waga półśrednia (do 77 kg)
| Nr | Mistrz                             | Od                              | Do   | Obrony tytułu |
| -- | ---------------------------------- | ------------------------------- | ---- | ------------- |
| 1. | Chris Lytle (pokonał Rossa Masona) | 4 lutego 2006 (Cage Rage 15)    | 2006 |               |
| 2. | Paul Daley (pokonał Marka Weira)   | 22 września 2007 (Cage Rage 23) | 2008 |               |

#### Waga lekka (do 70 kg)
| Nr | Mistrz                                 | Od                             | Do               | Obrony tytułu |
| -- | -------------------------------------- | ------------------------------ | ---------------- | --- |
| 1. | Gerald Strebendt (pokonał Jeana Silvę) | 22 lutego 2003 (Cage Rage 2)   | 23 maja 2004     | |
| 2. | Jean Silva                             | 23 maja 2004 (Cage Rage 6)     | 10 września 2005 | - zremisował z Oliverem Ellisem 10 lipca 2004 (Cage Rage 7) - pokonał Samy'ego Schiavo 27 listopada 2004 (Cage Rage 9) - zremisował z Leighem Remediosem 26 lutego 2005 (Cage Rage 10) |
| 3. | Vítor Ribeiro                          | 10 września 2005 (Cage Rage 6) | 2008             | - pokonał Abdula Mohameda 30 września 2006 (Cage Rage 18) - pokonał Daisukę Nakamurę 9 grudnia 2006 (Cage Rage 19)                                                                     |

#### Waga piórkowa (do 66 kg)
| Nr | Mistrz                                       | Od                            | Do   | Obrony tytułu                                     |
| -- | -------------------------------------------- | ----------------------------- | ---- | ------------------------------------------------- |
| 1. | Masakazu Imanari (pokonał Robbiego Oliviera) | 10 lutego 2007 (Cage Rage 20) | 2008 | - pokonał Jeana Silvę 8 marca 2008 (Cage Rage 25) |